# Eurythmia
Eurythmia is een geslacht van vlinders van de familie snuitmotten (Pyralidae), uit de onderfamilie Phycitinae.

## Soorten
- E. angulella Ely, 1910
- E. furnella Ely, 1910
- E. hospitella Zeller, 1875
- E. spaldingella Dyar, 1905
- E. yavapaella Dyar, 1906